# Серолобая белокосая мухоловка
Серолобая белокосая мухоловка (лат. Heteromyias cinereifrons) — вид птиц из семейства австралийских зарянок. Обитает на северо-востоке полуострова Кейп-Йорк в Австралии. Эндемик австралийского штата Квинсленд. Ранее объединялся с новогвинейским видом Heteromyias albispecularis. Вместе они были известны под этим названием.
МСОП присвоила виду статус NT.

## Описание

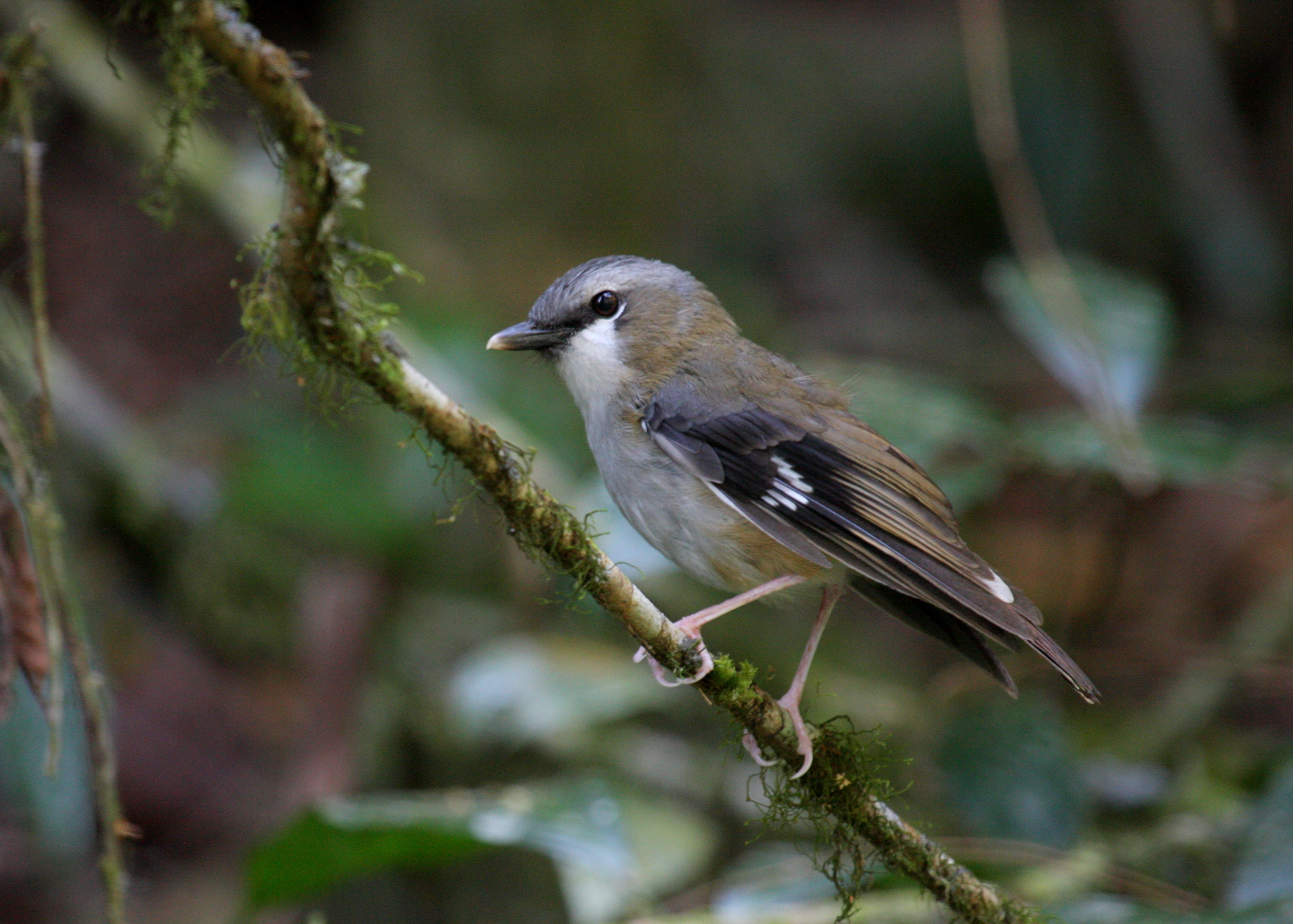

Верх головы и уздечка серого цвета, горло белое, покровные перья над ушами и верх спины оливково-коричневые. На крыльях имеется белое пятно. Брюхо белого цвета, грудь светло-серая. Клюв и глаза темно-коричневые.